# Alexander Stolz
Alexander Stolz (* 13. Oktober 1983 in Pforzheim) ist ein ehemaliger deutscher Fußballtorhüter und heutiger Fußballtrainer. Zuletzt war er bis Juni 2025 als Torwarttrainer bei der TSG 1899 Hoffenheim tätig.

## Karriere
Stolz begann seine Karriere 2004 in der Regionalliga Süd beim FC Nöttingen. Im Sommer 2005 wechselte er zur zweiten Mannschaft des VfB Stuttgart. Ein Jahr später wurde Stolz an die TSG 1899 Hoffenheim ausgeliehen. Nach seiner Rückkehr im Juni 2007 wurde er dritter Torhüter der ersten Mannschaft des VfB. Von Sommer 2008 bis Sommer 2009 war er zweiter Torwart. Am 5. März 2009 verlängerte Stolz seinen Vertrag beim VfB bis Juni 2012. In der Hinrunde der Saison 2009/10 tauschte Stolz nach je vier Spielen mit Sven Ulreich den Platz als Ersatztorhüter von Jens Lehmann mit dem Platz des Stammtorhüters der zweiten Mannschaft in der 3. Liga. Als Lehmann im Dezember 2009 wegen einer roten Karte gesperrt wurde, saß Stolzs Konkurrent Ulreich auf der Ersatzbank und etablierte sich als zweiter Torwart und trat nach Lehmanns Karriereende im Sommer 2010 dessen Nachfolge an; Stolz war nach der Verpflichtung von Marc Ziegler erneut dritter Torhüter der Bundesligamannschaft.
Am 24. Januar 2012 wechselte Stolz nach der vorzeitigen Auflösung seines Vertrags mit dem VfB Stuttgart zum damals vom Abstieg bedrohten Zweitligisten Karlsruher SC, kam jedoch unter dem neuen Trainer Markus Kauczinski zu keinem Ligaeinsatz. Nach einem halben Jahr wurde sein Vertrag wieder aufgelöst.
Nach einem Jahr Vereinslosigkeit erhielt Stolz am 21. August 2013 bei der TSG 1899 Hoffenheim einen Vertrag bis Saisonende. Bereits seit der Rückrunde der Saison 2012/13 hatte er sich bei der U23 der Hoffenheimer fitgehalten. Zu seinem Bundesligadebüt kam er am 6. April 2014 (29. Spieltag) beim 1:1 im Auswärtsspiel gegen Hertha BSC, als er für den verletzten Koen Casteels in der 73. Minute eingewechselt wurde. Stolz’ Vertrag in Hoffenheim läuft bis 2019.
Zur Saison 2020/21 wurde sein Spielervertrag bis zum 30. Juni 2021 verlängert. Stolz zählt jedoch nicht mehr zum Profikader, sondern fortan fest zur zweiten Mannschaft. Darüber hinaus wurde er Torwarttrainer der C1- (U15) und C2-Junioren (U14). Drei Monate später beendete Stolz seine Profikarriere und übernahm die Rolle des Torwart-Trainers bei der zweiten Mannschaft der Hoffenheimer. Nach dem Wechsel von Torwart-Trainer Michael Rechner zum FC Bayern München rückte Stolz im Februar 2023 in das Trainerteam der 1. Mannschaft auf. Zum Ende der Saison 2024/25 beendete er seine Tätigkeit bei der TSG aus privaten Gründen.